# Asociación Atlética Argentinos Juniors (fútbol femenino)
La Asociación Atlética Argentinos Juniors, conocida como Argentinos Juniors, es una institución polideportiva fundada el 15 de agosto de 1904 en el barrio de La Paternal, en la ciudad de Buenos Aires, Argentina. Su disciplina de fútbol femenino data oficialmente de 1997 y el 19 de diciembre de 2017 fue refundado.
Apodadas Las Bichas actualmente disputan la Primera División B, segunda categoría del fútbol femenino argentino.

## Historia

### Inicio
Su primera, y hasta ese momento, única participación había sido en el Campeonato 1997. Donde culminaron en última posición sin ninguna victoria o empate y perdiendo todos sus partidos, varios de ellos por goleada. Además el club abandonó el torneo antes de su finalización.
En octubre de 2019 las "Pioneras" fueron homenajeadas por el club.

### Regreso
El 19 de diciembre de 2017 el club Argentinos Juniors anuncia oficialmente el regreso de la sección femenina de fútbol (anteriormente se practicaba futsal), de cara a competir en 2018, mediante un comunicado en su web oficial en busca de jugadoras para conformar el primer plantel. Días después iniciaron una convocatoria de futbolistas para un equipo categoría Sub-16. En julio de 2018 se confirma la formación de sus dos planteles, coordinados por Leandro Amendolara, quien además es director técnico de la primera. El mismo año habían jugado varios amistosos de preparación.

#### Redebut
Su temporada regreso fue en la Primera B 2018-19, el 22 de septiembre de 2018 en la derrota por 1-2 ante S.A.T. en calidad de local. Culminó el torneo en novena posición de la Zona A, clasificado a la fase permanencia, donde acabó en segundo lugar.

### 2019 - Actualidad
En su siguiente temporada el rendimiento mejoró notablemente. Culminando en primer lugar de la tabla, clasificando a la fase campeonato y a la Copa Federal 2019-20 (primera edición de la competición). Aunque el campeonato luego fue suspendido por las medidas gubernamentales para evitar la propagación de la COVID-19, se reanudó con un Torneo Reducido, donde clasificó a un desempate por el ascenso a la máxima categoría donde quedó eliminado al acabar en segundo lugar. En la temporada 2022 nuevamente clasificó al reducido y fue eliminado en cuartos de final. Desde entonces disputa la Primera B.

## Jugadoras

### Plantel
Notas:
- Los datos de la plantilla fueron extraídos de las cuentas y webs oficiales del club. Ver enlaces externos para más información.
- A diferencia de la Primera División, en la Segunda no hay dorsales fijos y estos cambian según las alineaciones de los partidos en sus diferentes fechas.

## Participación en campeonatos nacionales

### Cronograma
La competencia AFA oficial comenzó a disputarse desde 1991, Argentinos Juniors hizo su primera aparición en 1997 en Primera A, y regresó en 2018 a competir en Primera B.